# 목재
목재(木材)는 나무질(--質) 또는 목질(木質)로 된 재료의 총칭이다. 주로 나무를 비롯한 목본식물에서 얻을 수 있으나, 나무줄기(목본경)가 있는 식물에서 얻을 수 있다.
특히 원목(原木)이라는 표현은 '베어 낸 그대로 아직 가공하지 아니한 나무'를 가리킬 때 사용된다.

## 개요
목재는 수목의 뿌리·줄기·가지 또는 나무 전체가 쓰이지만 특별한 경우를 제외하고는 보통 이용되는 것은 수간(樹幹)이다. 목재에는 침엽수재와 활엽수재가 있는데, 구성요소가 각각 다르다. 주성분은 셀룰로스, 헤미셀룰로스, 리그닌이며, 기타 부성분도 포함하고 있다. 비중은 수종에 따라 다르나 일반적으로 침엽수재는 0.3~0.9, 활엽수재는 0.2~1.3의 범위이다. 통상적인 대기조건하에서 15 내외의 수분을 포함하며, 흡방습(吸放濕)에 따라 팽윤· 수축한다. 용도는 건축, 가구, 포장상자, 선박, 차량, 갱목, 침목(枕木), 전주, 악기, 운동구, 합판 등 종류에 따라 다양하다.
그리고, 건류(乾溜)하여 목가스·목타르와 아세트산, 메탄올, 크레오소트 등 화학약품의 원료를 생산한다.

## 역사
캐나다의 뉴브런즈윅 주에서의 2011년 발견을 통해 약 395,000,000~400,000,000년 전의 것으로 추정되는 다 큰 목재의 최초의 식물이 공개되었다. 목재의 나이는 탄소 연대 측정법을 통해 나이를 알 수 있으며, 일부 종의 경우 연륜연대학을 통해 목재가 만들어진 시기를 추론한다.
인류는 특히 연료 및 집을 짓기 위한 건축 자재, 불 피우기, 도구, 무기, 가구, 포장, 미술품, 종이처럼 수많은 목적을 위해 수백년 간 목재를 사용해 왔다. 나이테의 너비와 동위 원소 존재비에 따른 연도별 변화는 당시 기후가 우세했다는 단서를 제공한다.

## 분류
- 생목(生木) : 금방 베어서 수분이 많이 없어지지 않은 나무이다. 또는 세포 내에 자유수가 남아있는 나무이다.
- 가공재(加工材) : 면을 대패질한 목재이다.
- 반가공재(半加工材) : 완전가공을 위해서는 손이나 기계로 마무리작을 해야 될 작업이 반만 끝난 목재이다.
- 각목(角木) : 정방형 단면 또는 이에 가까운 단면으로 가공된 목재이다.
- 건조재(乾燥材) : 최소의 함수비가 되도록 건조시킨 목재이다.
- 경재(硬材) : 재질이 경질인 목재로서, 일반적으로 활엽수를 말한다. 이는 경도 혹은 강도의 물리적인 성질과는 관계가 없는 경우가 있다.
- 구조재(構造材) : 구조물의 골격이나 하중을 지지하는 부위와 같이 구조물의 주체가 되는 부위에 사용되는 목재이다.
- 변재
- 심재
- 연재
- 완재
- 재목
- 집성목- 일반적으로 가구제작 등에 사용되는 가공 원목이다.
- 판재
- 동바리
- 통나무

## 조직
- 옹이(knot) : 나무나 목재에 박힌 가지의 기부(基部)이다.

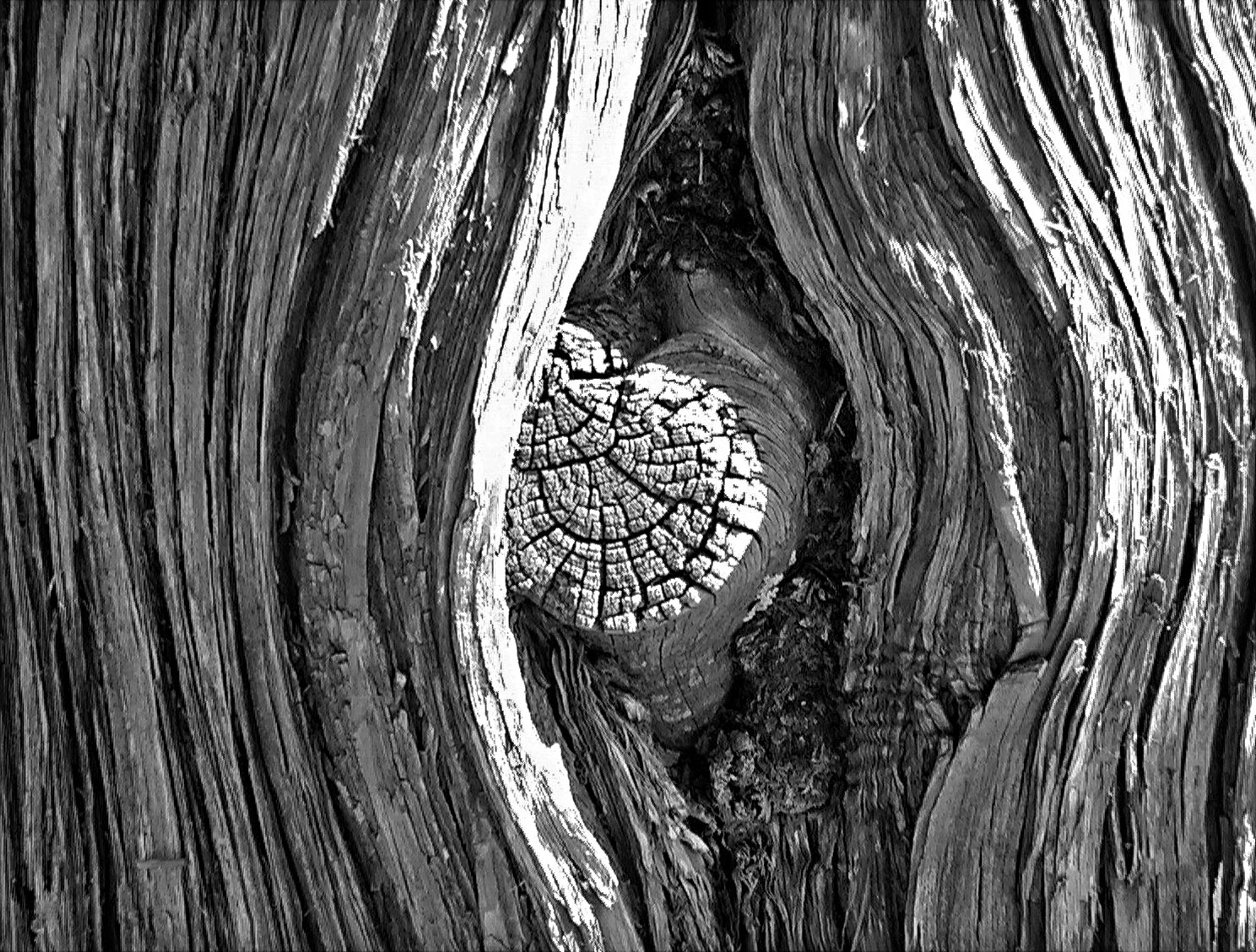
옹이 사진

- 심재
- 변재
- 수심
- 나무껍질
- 나이테
- 목재의 결

## 성질
- 비중 : 목재에 포함한 수분에 따라 좌우되어, 성질과 강도의 중요한 역할인 세포막이 두꺼워지므로 강도가 크고 수축과 팽창이 심하게 된다.
- 함수율 : 목재에 포함된 수분의 양을 완전히 건조한 목재에 대한 백분율로 나타난다.
- 열 : 인화점과 착화점, 발화점 등이 구분한다.
- 화학적 성분 : 셀룰로스는 목재를 구성한 성분 중 60%를 차지하는 유기 성분으로 종이를 만드는 주원료로 사용한다.
- 내구성 : 부패과 충우, 충해 등이 구분한다.

## 같이 보기
- 나무줄기